# Charm kvark
A bájos kvark vagy c kvark (jele: c) a harmadik legnehezebb a kvarkok közül, egyfajta elemi, az anyagot alkotó jelentős részecske. A bájos kvarkok megtalálhatók a hadronoknak nevezett szubatomi részecskékben. A hadronok tartalmaznak bájos kvarkokat, valamint J/ψ mezonokat (J/ψ), D mezonokat (D), bájos szigma barionokat (Σc), és más bájos részecskéket. Ez, valamint a furcsa kvark az anyag második generációs elemei elektromos töltése {\displaystyle +2/3} {\displaystyle e^{-}}, és a puszta tömege 1.27 GeV/{\displaystyle c^{2}}. Mint minden kvark, a bájos kvark is egy elemi fermion {\displaystyle -1/2}-es spinnel, és részt vesz mind a négy alapvető kölcsönhatásban: a gravitációs, elektromágneses, gyenge és az erős kölcsönhatásban. A bájos kvark antirészecskéje a bájos antikvark (néha antibájos kvarknak vagy csak egyszerűen antibájosnak nevezik), ami csak annyiban különbözik tőle, hogy töltése ellentétes előjelű.
A negyedik kvark létezésére már voltak feltevések 1964 körül (pl. James Bjorken és Sheldon Glashow), de az első hivatalos munka Sheldon Glashow, John Iliopoulos és Luciano Maiani nevéhez fűzhető 1970-ből (GIM mechanika megalakulása). Az első felfedezett bájos részecske (részecske mely bájos kvarkot tartalmaz) a J/ψ mezon volt. Egy ilyen részecske a Stanford Linear Accelerator Center-ben (SLAC), Burton Richter által, míg egy másik a Brookhaven National Laboratory-ben (BNL), Samuel Ting által volt felfedezve.

## Története
A részecskefizika megalakulásától (a 20. század első fele), a hadronokat valamint a protonokat, neutronokat és a pionokat hitték elemi részecskéknek. Annak ellenére, hogy új hadronokat fedeztek fel, a "részecske-állatkert" pár részecskéből épült fel 1930-as és 1940-es években, valamint több tucatból 1950-es években.
1961-ben Murray Gell-Mann és Yuval Ne'eman (egymástól függetlenül) javasolta az Eightfold Way nevezetű hadron-besorolási rendszert (más megfogalmazásban: SU – íz szimmetria). Eme osztályozási rendszer a hadronokat izospin szerint osztályozta, de a rendszer bevezetésének fizikai háttere mindmáig tisztázatlan. 1964-ben, Gell-Mann és George Zweig (egymástól függetlenül) javasolták a kvark modellt, amely akkor a fel-, le- és furcsa kvarkokból állt. A kvark modell magyarázta az Eightfold Way rendszert, de a kvarkok létezésére csak 1968-ban a Stanford Linear Accelerator Center-ben találtak bizonyítékot. A nagyon rugalmatlan szórási kísérletek azt mutatták, hogy a protonoknak is vannak alkotóelemei, és ez a három, protont alkotó részecske a magyarázat a kvarkokra, azok létezésére.
Eleinte az emberek vonakodtak azonosítani a három testet, mint kvarkot, inkább Richard Feynman leírását részesítették előnyben, de idővel a kvark teória vált elfogadottá.

## Hadronok, melyek bájos kvarkot tartalmaznak
- D mezonok tartalmaznak bájos kvarkot (vagy antikvarkot), valamint egy le és egy fel kvarkot.
- Ds mezonok tartalmaznak bájos és furcsa kvarkot.
- J/ψ mezonok bájos kvarkot vagy antikvarkot tartalmaznak.
- Bájos barionok

## Lásd még
- Kvark

## Külső hivatkozások
- R. Nave: Quarks. HyperPhysics. Georgia State University, Department of Physics and Astronomy. (Hozzáférés: 2008. június 29.)
- A. Pickering. Constructing Quarks. University of Chicago Press, 114–125. o. (1984). ISBN 0226667995